# Šimun Jeruzalemski
Šimun Jeruzalemski (Galileja, ? - Jeruzalem, 107./117.), drugi jeruzalemski biskup i jedan od sedamdeset učenika.

## Životopis
Smatra se da je bio sin Kleofe, jednog od dvojice učenika kojima se Isus ukazao na putu u Emaus. Nakon mučeničke smrti Sv. Jakova Mlađega, prvog jeruzalemskog biskupa oko 62. godine, preostali učenici izabrali su Šimuna za njegova nasljednika. To je zabilježio otac crkvene povijesti Euzebije u svojem djelu "Crkvena povijest".
Šimun kasnije odlazi u Pellu. Sv. Šimuna su za progonstva cara Trajana optužili pogani i Židovi da je kršćanin i Davidov potomak. 107. biva mučen, a zatim i raspet. Nazočni promatrači, među njima i rimski upravitelj Tiberije Klaudije Atik, čudili su se i divili hrabrosti i čvrstoj vjeri starca od 109 godina. Slavi se 10. svibnja u Katoličkoj Crkvi. Posvećene su mu mnoge crkve npr. u Bologni, Bruxellesu i drugdje.